# Téléphonie mobile, sommes-nous tous des cobayes ?
Pour plus de détails, voir Fiche technique et Distribution.
Téléphonie mobile, sommes-nous tous des cobayes ? est un documentaire de 52 minutes réalisé par Joaquina Ferreira sorti en 2005. 

## Synopsis
Ce documentaire traite du danger sanitaire représenté par la nocivité des ondes émises par la téléphonie mobile et les incidences des antennes-relais sur les riverains.
Il avance en particulier que les industriels et les autorités publiques renoncent à appliquer le « principe de précaution ».
Il estime de plus que dénoncer les risques potentiels des portables pour la santé est « mission impossible » à la télévision.

## Fiche technique
- Titre : Téléphonie mobile, sommes-nous tous des cobayes ?
- Réalisation : Joaquina Ferreira
- Scénario : Joaquina Ferreira
- Narration : Rufus
- Musique : Pierre Caillet
- Photographie : Rudy Zys
- Montage : Pierre-Henri Bord
- Production :
- Société de production : La Rose des sables
- Pays de production :  France
- Genre : Documentaire
- Durée : 52 minutes
- Dates de sortie : 
  - France : avril 2003